# 绍普龙克韦什德
绍普龙克韦什德，是匈牙利杰尔-莫雄-肖普朗州所辖的一个村。总面积26.81平方公里，总人口1167，人口密度43.5人/平方公里（2011年1月1日）。